# Gekkabizin
gekkabizinは、gyakeeが運営する10代から30代女性をターゲットにした着物ブランド。

## 概要
「可愛くカジュアル、普段着を着物に」をモットーに、月下美人の花のように儚く生きる女性を応援したい、をコンセプトにおいている。着物だけなく、「着付けない浴衣」も作製している。